# Sam Reinhart
Sam Reinhart (ur. 6 listopada 1995 w North Vancouver) – kanadyjski hokeista występujący na pozycji środkowego napastnika w Buffalo Sabres z National Hockey League (NHL).

## Kariera
Sam Reinhart został wybrany przez Buffalo Sabres z numerem 2. w NHL Entry Draft 2014. W lipcu 2014 strony uzgodniły warunki pierwszego kontraktu Reinharta w NHL (entry-level contract). W NHL zadebiutował 9 października 2014 w rozpoczynającym sezon 2014-15 spotkaniu z Columbus Blue Jackets. Pierwszy punkt w lidze zdobył 25 października 2014, asystując przy golu Nicolasa Deslauriers'a w spotkaniu z San Jose Sharks. Po rozegraniu 9 spotkań Reinhart został odesłany do Kootenay Ice z Western Hockey League (WHL). Sezon 2015-2016 rozpoczął w pierwszej linii z Evanderem Kane’em i Jackiem Eichelem, zastępując kontuzjowanego Briana Giontę. Pierwszą bramkę w rozgrywkach zdobył 18 października 2015 w meczu z Tampa Bay Lightning.
We wrześniu 2018 zawodnik podpisał z drużyną z Buffalo 2-letni kontrakt.

## Statystyki

### Sezon zasadniczy i play-off
| 2010–11     | Kootenay Ice        | WHL         | 4   | 2  | 0  | 2   | 0  | 7  | 0 | 0  | 0  | 0 |
| 2011–12     | Kootenay Ice        | WHL         | 67  | 28 | 34 | 62  | 2  | 4  | 1 | 1  | 2  | 0 |
| 2012–13     | Kootenay Ice        | WHL         | 72  | 35 | 50 | 85  | 22 | 5  | 0 | 1  | 1  | 4 |
| 2013–14     | Kootenay Ice        | WHL         | 60  | 36 | 69 | 105 | 11 | 13 | 6 | 17 | 23 | 2 |
| 2014–15     | Buffalo Sabres      | NHL         | 9   | 0  | 1  | 1   | 2  | –  | – | –  | –  | – |
| 2014–15     | Kootenay Ice        | WHL         | 47  | 19 | 46 | 65  | 20 | 7  | 6 | 3  | 9  | 8 |
| 2014–15     | Rochester Americans | AHL         | 3   | 0  | 3  | 3   | 0  | –  | – | –  | –  | – |
| 2015–16     | Buffalo Sabres      | NHL         | 79  | 23 | 19 | 42  | 8  | –  | – | –  | –  | – |
| 2016–17     | Buffalo Sabres      | NHL         | 79  | 17 | 30 | 47  | 8  | –  | – | –  | –  | – |
| 2017–18     | Buffalo Sabres      | NHL         | 82  | 25 | 25 | 50  | 26 | –  | – | –  | –  | – |
| NHL łącznie | NHL łącznie         | NHL łącznie | 249 | 65 | 75 | 140 | 44 | –  | – | –  | –  | – |

### Międzynarodowe
| Rok              | Drużyna          | Turniej          | Wynik            | M  | G  | A  | Pkt | Min |
| ---------------- | ---------------- | ---------------- | ---------------- | -- | -- | -- | --- | --- |
| 2012             | Canada Pacific   | U17              | 5                | 5  | 4  | 6  | 10  | 2   |
| 2012             | Kanada           | MŚ U18           | 1st              | 7  | 2  | 4  | 6   | 0   |
| 2012             | Kanada           | PŚ U18           | 1st              | 5  | 3  | 5  | 8   | 0   |
| 2013             | Kanada           | MŚ U18           | 1st              | 7  | 3  | 4  | 7   | 2   |
| 2014             | Kanada           | MŚJ              | 4                | 7  | 2  | 2  | 4   | 0   |
| 2015             | Kanada           | MŚJ              | 1st              | 7  | 5  | 6  | 11  | 6   |
| 2016             | Kanada           | MŚ               | 1st              | 10 | 0  | 4  | 4   | 0   |
| Juniorskie razem | Juniorskie razem | Juniorskie razem | Juniorskie razem | 38 | 19 | 27 | 46  | 10  |
| Seniorskie razem | Seniorskie razem | Seniorskie razem | Seniorskie razem | 10 | 0  | 4  | 4   | 0   |

## Sukcesy
Reprezentacyjne
- Srebrny medal mistrzostw świata: 2019